# Camilla Andersen
Camilla Andersen (Gentofte, 5 de julio de 1973) es una exjugadora de balonmano danesa. Consiguió 2 medallas olímpicas de oro.